# アンテ・パヴェリッチ
アンテ・パヴェリッチ（クロアチア語: Ante Pavelić、1889年7月14日 - 1959年12月28日）は、クロアチアの政治家・弁護士・軍人。クロアチアの民族主義団体ウスタシャの指導者、イタリア王国及びナチス・ドイツの傀儡政権であるクロアチア独立国の国家元首であった。

## 経歴

### 初期
現在のボスニア・ヘルツェゴビナのブラジナ出身。法律の教育を受け、弁護士であった。1915年～1919年、クロアチア法律党の書記。1919年、クロアチアの独立とボスニア及びダルマチアの併合を訴える民族主義組織「若きクロアチア」に加入。1919年～1927年、ザグレブ市議会代議員、1927年からユーゴスラビア国会議員。国会では、クロアチアへの自治権賦与を主張した。

### 独立運動
1928年、非合法の準軍事組織「クロアチア・ドモブラン」の編成を始めた。1929年1月7日、ドモブランをウスタシャ・クロアチア革命機構に改編すると表明し、1月20日、オーストリアに亡命した。1929年4月、ハンガリーのファシスト組織及びブルガリアの内部マケドニア革命組織との共同声明において、ユーゴスラビアの現体制の打倒を表明し、このことで死刑を言い渡された。
1932年、クロアチアでの蜂起に方針を変える。同年、ベニート・ムッソリーニの庇護を得て、イタリアのフィウメ（現・クロアチア領リエカ）に移り、ウスタシャの活動を指導した。ボレガノのウスタシャ訓練キャンプでは、暗殺実行のためのテロリストが訓練された。1934年、ユーゴスラビア国王アレクサンダル1世暗殺の組織者がイタリアで逮捕され、ウスタシャの訓練キャンプは一時閉鎖された。
1939年8月26日、ユーゴスラビア政府はクロアチアに広範囲の自治権を賦与し、クロアチア自治州（バノヴィナ・クロアチア）が設置された。

### 首相就任

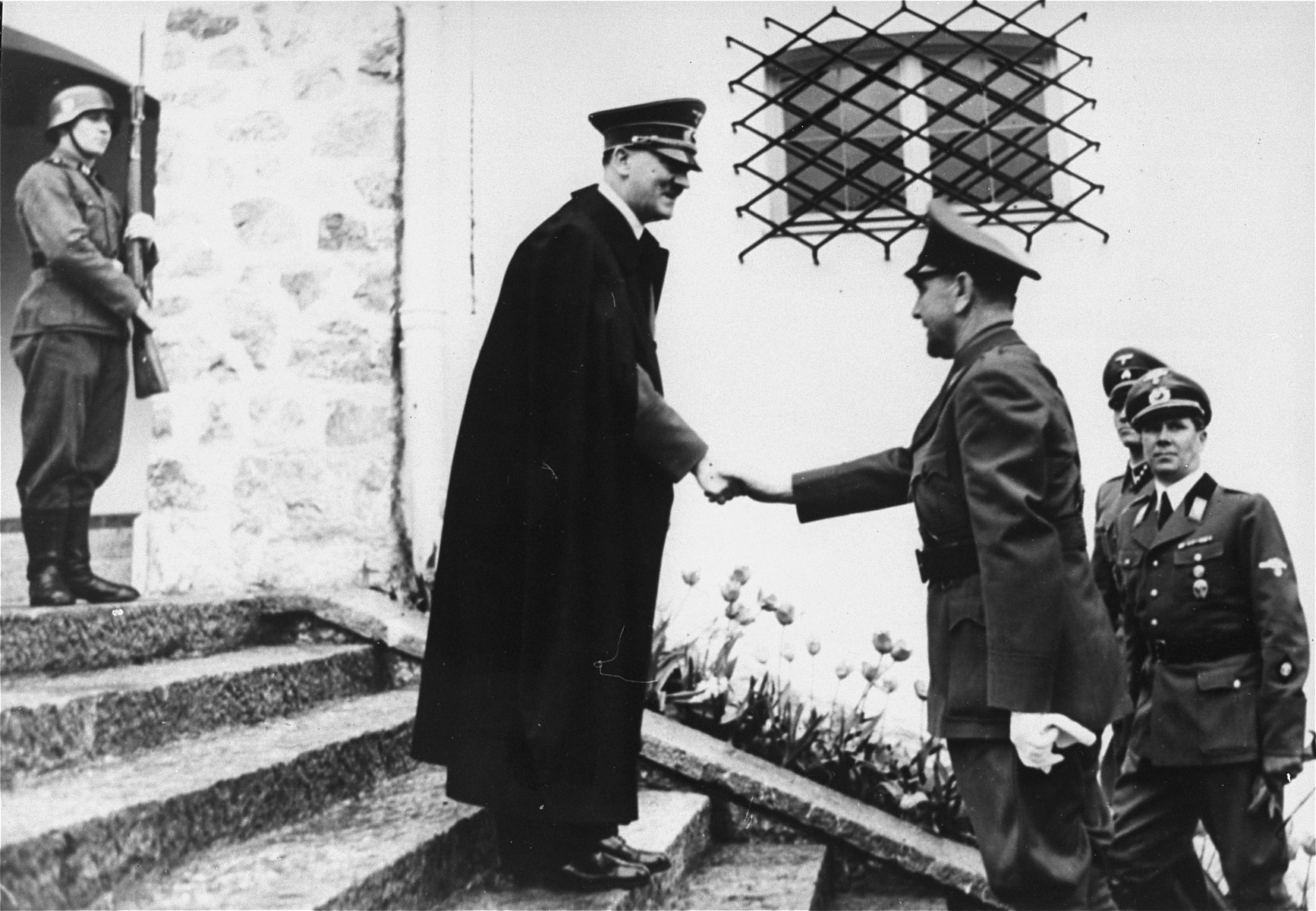
パヴェリッチとヒトラー（1941年6月9日、ベルクホーフにて）

ドイツ軍によるユーゴスラビア占領後、1941年4月10日、クロアチア独立国（Nezavisna Drzava Hrvatska）の建国が宣言され、パヴェリッチがポグラヴニク（en:Poglavnik 国家指導者または総統と訳される）となった。クロアチア独立国の国王としてイタリアの王族が迎えられ、トミスラヴ2世（在位：1941年-1943年）として即位したが、これは形式上の地位にとどまり（国王は終始イタリアに滞在し、ついにクロアチアに足を踏み入れることがなかった）、ポグラヴニクであるパヴェリッチが独裁権を握ることとなった。同年4月15日、パヴェリッチはザグレブに到着し、翌16日、組閣に着手し、自らは首相兼外相となった。
1941年4月30日、国籍法が採択され、全ての非アーリア系（クロアチア人はアーリア系とされた）市民は、無国籍者とされた。同日、民族間の結婚を禁止する法律も採択された。6月4日には、クロアチアの社会、青年、スポーツ、文化組織、文学及び報道、絵画、音楽、劇場、映画館に非アーリア人が参加することが禁じられた。クロアチア独立国では、セルビア人の大量虐殺が行われた。

### 国家元首就任
その後クロアチア独立国は三国同盟に加わり、6月26日、反共同盟に入った。同年12月14日、日本が英米との戦争状態に入り、ドイツがその後を追ったことを受けて同様に英米に宣戦を布告。1942年9月、パヴェリッチはドイツを訪問し、アドルフ・ヒトラーの許可を得て国防相のスラヴコ・クヴァテルニクを解任し、政府の再編を行った。
1943年、イタリアの降伏に伴い、形式上の国王であったトミスラヴ2世が退位したため、パヴェリッチはポグラヴニクの称号のもとに名実ともにクロアチア独立国の国家元首となった。

### 亡命
1945年5月のドイツ降伏後にオーストリアに亡命。同年、ソビエト連邦の影響下でヨシップ・ブロズ・チトーを最高指導者とする社会主義政権が設立されたユーゴスラビアの人民裁判所は欠席裁判でパヴェリッチに死刑を言い渡した。
その後、パヴェリッチはイタリア、アルゼンチン、スペインに移り住んだ。1957年4月10日、ブエノスアイレス郊外のロマス・デル・パロマルで襲撃され重傷を負い、2年後にマドリードで死去した。